# ウィリアム・ティモシー・ガワーズ
ウィリアム・ティモシー・ガワーズ (William Timothy Gowers, 1963年11月20日 - )は、イギリスの数学者。ケンブリッジ大学トリニティ・カレッジ教授(Rouse Ball Professor of Mathematics)。専門は関数解析学（特にバナッハ空間論）と組み合わせ論。
業績として、組み合わせ論を関数解析学に応用し、多くの問題を解決した。特にバナッハ空間に関する等質問題の解決。シュレーダー・バーンシュタイン問題の解決。超平面問題の解決など。バナッハ空間における業績では類を見ないほどの業績を上げている。

## 略歴
- 1963年 - イギリスのウィルトシャーに生まれる
- 1990年 - ケンブリッジ大学で博士号を取得
- 1991年 - ユニヴァーシティ・カレッジ・ロンドン講師に就任、王立協会フェロー選出
- 1995年 - ケンブリッジ大学講師に就任
- 1998年 - 同大学教授に就任

## 受賞歴
- 1996年 - ヨーロッパ数学者会議よりヨーロッパ数学会賞
- 1998年 - 国際数学者会議よりフィールズ賞
- 2016年 - 王立協会よりシルヴェスター・メダル
- 2016年 - ロンドン数学会よりド・モルガン・メダル

## 著作
- Mathematics:A Very Short Introduction(Very Short Introductions),Oxford University Press,2002.
  - 青木薫(訳)、上野健爾(解説)『1冊でわかる数学』(岩波書店、2004年) - 著者表記は「ティモシー・ガウアーズ」